# Lars Onsager
Lars Onsager (ur. 27 listopada 1903 w Oslo, zm. 5 października 1976 w Coral Gables) – amerykański chemik, fizyk i matematyk pochodzenia norweskiego.
Jest laureatem Nagrody Nobla w dziedzinie chemii w 1968 za badania termodynamiki procesów nieodwracalnych, w szczególności za sformułowanie relacji przemienności Onsagera. W 1925 ulepszył teorię elektrolitów Debye'a-Hückela, przez uwzględnienie chaotycznych ruchów Browna jonów w roztworze. W 1944 podał analityczne rozwiązanie dwuwymiarowego modelu Isinga. W 1945 otrzymał tytuł profesora chemii teoretycznej na Uniwersytecie Yale.